# Малишевський міський округ
Ма́лишевський міський округ (рос. Малышевский городской округ) — адміністративна одиниця Свердловської області Російської Федерації.
Адміністративний центр — селище міського типу Малишева.

## Населення
Населення міського округу становить 10556 осіб (2018; 11042 у 2010, 11514 у 2002).

## Склад
До складу міського округу входять 4 населених пункти:
| Населений пункт                | Населення, осіб (2002) | Населення, осіб (2010) |
| ------------------------------ | ---------------------- | ---------------------- |
| Ізумруд, селище                | 1329                   | 1440                   |
| Ільїнський, селище             | 1                      | -                      |
| Малишева, селище міського типу | 10121                  | 9544                   |
| Чапаєва, селище                | 6                      | 15                     |
| Шамейський, селище             | 57                     | 43                     |